# Lino Lakes
Lino Lakes és una població dels Estats Units a l'estat de Minnesota. Segons el cens del 2000 tenia 16.791 habitants.

## Demografia
Segons el cens del 2000, Lino Lakes tenia 16.791 habitants, 4.857 habitatges, i 4.162 famílies. La densitat de població era de 229,7 habitants per km².
Dels 4.857 habitatges en un 55,9% hi vivien nens de menys de 18 anys, en un 77,6% hi vivien parelles casades, en un 5% dones solteres, i en un 14,3% no eren unitats familiars. En el 10% dels habitatges hi vivien persones soles el 2,1% de les quals corresponia a persones de 65 anys o més que vivien soles. El nombre mitjà de persones vivint en cada habitatge era de 3,2 i el nombre mitjà de persones que vivien en cada família era de 3,47.
Per edats la població es repartia de la següent manera: un 33,7% tenia menys de 18 anys, un 6,6% entre 18 i 24, un 39,8% entre 25 i 44, un 16,7% de 45 a 60 i un 3,3% 65 anys o més.
L'edat mediana era de 33 anys. Per cada 100 dones de 18 o més anys hi havia 124,8 homes.
La renda mediana per habitatge era de 75.708 $ i la renda mediana per família de 79.183 $. Els homes tenien una renda mediana de 50.089 $ mentre que les dones 36.220 $. La renda per capita de la població era de 25.419 $. Entorn del 2,1% de les famílies i el 3% de la població estaven per davall del llindar de pobresa.

## Poblacions més properes
El següent diagrama mostra les poblacions més properes.